# 3046 км Новогутово
3046 км Новогутово — железнодорожный разъезд (тип населённого пункта) в Барабинском районе Новосибирской области. Входит в состав Щербаковского сельсовета.

## Топоним
До 2017 года официальное название — Остановочная Платформа 3046 км Новогутово, позже изменено, как и у других НП, областным законом (исключены слова «остановочная платформа»).

## География
Площадь населённого пункта — 1 гектар
Улица одна — Веточная.

## Население
| 2002 | 2007 | 2010 |
| ---- | ---- | ---- |
| 47   | ↗52  | ↘28  |

## Инфраструктура
В населённом пункте по данным на 2007 год отсутствует социальная инфраструктура.

## Транспорт
Просёлочные дороги. 
Действует остановочная платформа Новогутово на железнодорожной линии Татарская — Обь.